# Joan Josep Amengual i Reus
Joan Josep Amengual i Reus   (Mancor de la Vall, 1796 - Binissalem, 1876) va ser un escriptor, filòleg, poeta i polític mallorquí.
Col·legial de la Sapiència i Doctor en dret per la Universitat Literària de Mallorca el 1817 i batle de Binissalem el 1822. Durant el Trienni Constitucional (1820-1823), dirigí a Palma el Setmanari Constitucional, Polític i Mercantil de Mallorca (1820-1821), des del qual difongué la ideologia liberal entre les capes populars de la població mallorquina, i on publicà una traducció inacabada de la majoria d'articles de la Constitució de Cadis de 1812, únic cas en l'àrea cultural catalana. Cal tenir en compte que aquesta fou la primera publicació de caràcter liberal escrita en la nostra llengua i que, per tant, Joan Josep Amengual fou el primer pensador liberal a Mallorca que publicà en català. Sobre els motius que van dur a l'autor a escriure en català, Massot i Muntaner indica que al 'Prospecte nou' de l'esmentat setmanari l'autor remarcava: “L'únic fi de ser útil a los meus conciutadans és lo qui em mou en aquesta empresa; empresa gran sens dificultat, entès lo poc cultivada que està la llengua mallorquina, i la ninguna fixació de la sua ortografia. El meu intent no serà fixar aquesta, i enriquir aquella, i sols fer comprendre a los qui no entenen el castellà les avantatges que mos du la Constitució” . A més dels fragments de la Constitució i altres articles de caràcter divulgatiu, al setmanari, l'autor hi publicava converses i poemes,  servint-se de la llengua viva del moment, la que la gent parlava i tothom entenia. Tal com assenyala Valentí Valenciano, “Es tracta d'un llenguatge planer i directe, que fuig dels cultismes i de les frases envitricollades, i que aprofita les frases fetes, les dites i el llenguatge del camp per arribar al màxim de gent. De la mateixa manera, les figures retòriques que empra, gairebé sempre, estan ubicades o contextualitzades en la societat rural mallorquina del seu temps”, la qual cosa ens porta a pensar que la finalitat última de l'autor era la de fer-se entendre per un públic molt ampli que, altrament, no l'hauria pogut llegir. Després de dirigir el Setmanari, Amengual dirigí Es Prat i Sa Bufera i, probablement, Es Deixondidor. Va ser contrari al projecte de castellanització de la Societat Econòmica Mallorquina d'Amics del País (SEMAP), i durant la Dècada Absolutista li fou obert un expedient que li impedí exercir d'advocat.

## Obra filològica
Com a filòleg, és autor d'una Gramática de la lengua mallorquina (1835), ampliada en una segona edició el 1872, i  del Nuevo diccionario mallorquín-castellano-latín. La gramàtica d'Armengual té el valor de ser la primera publicada a Mallorca i ens aporta informació important sobre el parlar de l'illa durant el segle xix. Pel que fa al Nuevo diccionario mallorquín-castellano-latín, les fonts del qual són les obres del lexicògraf espanyol M. Núñez de Taboada i el Diccionario de la RAE, encara avui en dia, és considerat, juntament amb el diccionari d'Alcover i Moll, una obra de consulta imprescindible per recobrar el lèxic genuí i la riquesa i expressivitats tradicionals del mallorquí. Amb tot, cal tenir present que, tant en el Nuevo diccionario com en la gramàtica apareixen força irregularitats, així com unes grafies curioses i disgregadores. Essent com era Amengual partidari del “català que es parla”, les seves obres satisfeien les necessitats comunicatives de gran part dels usuaris, tot i que, al mateix temps, consagraven la fragmentació dialectal de la llengua.

### Amengual i el gonellisme
Pels apologistes del segregacionisme lingüístic de les parles balears respecte del conjunt del català, o gonelles, Amengual és presentat com el promotor intel·lectual i primer teòric d'aquesta posició ideològica, i si bé fa servir expressions equivoques respecte el conceptes de la llengua i dialecte, de la seva lectura global no hi ha dubte que considerava el mallorquí com a part d'un cos lingüístic d'abast territorial superior i que s'implantà a Mallorca a causa de la conquesta catalana, que ell, com era comú en aquelles saons en tot el domini lingüístic català, denominava llemosí, algunes frases a les parts introductòries de les seves obres ho posen ben de manifest:
```
“Jaime primero de Aragón...encerró a miles de bárbaros en la capital de que á viva fuerza fueron despues desalojados...
De aquí data en estas islas el idioma lemosin, herencia hermosa de nuestros amigos y de nuestros hermanos que nos obraron la restauración...” [Gramàtica..., Prólogo, VIII].
```

```
“Esta se ha redactado en castellano, anomalía disimulable, si se atiende á que en lo material de la imprenta han faltado signos para estamparla en lemosín…”[Gramàtica...Prologo, XIII-XIV.].
```

```
“[El mallorquín] …es tan rico y regular, tan claro y sencillo, tan preciso y exacto, tan enérgico y conciso, tan numeroso, tan flúido, tan dulce como el bellísimo lemosin del cual procede” [Diccionario..., Prologo]
```

Certament, però, en cap moment manifesta la més mínima preocupació sobre com s'hauria d'establir o no algun tipus de relació amb els altres parlants del “llemosí” compartit i, a la seva darrera obra, es podria considerar que, sense expressar-ho obertament, considerà que el mallorquí se n'ha emancipat. Per contra si presta atenció al castellà, amb posicions ben sovint ambivalents:
```
"Esta propiedad de nuestra lengua frustra los buenos deseos de los que intentan substituirle el habla castellana, porque nunca se aunan dos idiomas tan heterogeneos, y menos cuando uno de ellos lejos de consentir asimilativos acaba con prevalecer, como vemos efectivamente que en vez de castellanizarse entre nosotros el mallorquín, se mallorquiniza el castellano.
No hay necesidad de comentario para ver que la tenemos de saber este idioma; pero patente la imposibilidad de desterrar de aquí el lemosín, tampoco la hay para conocer que es fuerza contentarnos con generalizar el castellano entre nosotros. Para emprender con fruto el estudio de una lengua estrangera, es preciso haber antes aprendido la nativa por principios. Esta màxima... es tan cierta como lo es que, generalmente hablando, entre nosotros el castellano es estrangero por desoconocido." [Gramàtica..., Prologo, IX-X].
```

```
"Sobre la puntuación se sigue estrictamente la castellana porque es preciso que se asimilen ambas lenguas en cuanto sea posible." [Gramàtica..., Prologo, XV-XVI].
```

```
"Lo he redactado en castellano, porque este es el idioma en el que estudiamos, el idioma casi extraño en Mallorca durante el pasado siglo, pero bien conocido ya en el actual, el idioma que ha de hacer comprender nuestro dialecto á los que no lo conocen, el idioma, en fin, que debemos todos generalizar en nuestro país, ya que desterrar de entre nosotros el mallorquín es imposible” . [Diccionario..., Prologo]
```

## Obra literària
Com a poeta s'inspirà en Felix Maria de Samaniego, a qui també traduí. Utilitzà un estil de llengua rica i de caràcter dialectal. Escriví algunes faules i poemes, com Caçada de sa cova de Coanegra, que el 1850 incorporà a Pd'història local i d'agricultura.

## Obres
- Gramática de la lengua mallorquina Palma: Imprenta Real regentada por D. Juan Guasp y Pascual, 1835.
- Nuevo Diccionario mallorquín-castellano-latín Palma: Imprenta y libreria de Juan Colomar, 1858
- sobre el origen y la historia de Mancor, que con motivo de la bendición de su iglesia nueva, ha arreglado y publica el Dr. D. Juan José Amengual Palma: Imp. Nacional a cargo de Juan Guasp, 1843. (Biblioteca Digital Hispànica).
- Descripción del pulgón de les vides, vulgo animaló : su género, historia, propagación, vida y medios de perseguirle Palma Imp. Nacional a cargo de Juan Guasp y Pascual, 1842. (Biblioteca Digital Hispànica).
- Poesías mallorquinas del Dr. D. Juan Amengual Palma: Imprenta de Juan Colomar, 1850.